# Adam Coleman
Adam Coleman (Hobart, 7 de octubre de 1991) es un jugador australiano de rugby que se desempeña como segunda línea y juega en el Union Bordeaux Bègles del Top 14. Es internacional con Tonga desde 2023, aunque jugó para Australia de 2016 a 2019.

## Carrera
En 2011 debutó en la primera de su club; Parramatta Two Blues y jugó dos temporadas. A fines de ese año firmó un contrato profesional con los New South Wales Waratahs para participar del Super Rugby 2013.
Tras solo haber disputado un partido en el torneo, Coleman se unió a la débil Western Force para afrontar el Super Rugby 2014 y disputó tres temporadas más como titular indiscutido. Con la expulsión de la franquicia por motivos económicos, Coleman fue vendido a los Melbourne Rebels para el Super Rugby 2018, donde solo estuvo una temporada.
Aunque era internacional australiano, fue preseleccionado con el equipo de Tonga para prepararse para la Copa del Mundo de 2023 por sus orígenes tonganos y un cambio de reglas de World Rugby que permite a los jugadores que ya no han sido seleccionados durante tres años con su equipo nacional cambiar su nacionalidad deportiva si tienen la posibilidad.  Paralelamente fichó por el Union Bordeaux Bègles a partir de la temporada 2023-24, debutó con el club en la primera jornada del Top 14. Aunque no jugó ni un solo partido de preparación con su nueva selección, siguió formando parte del grupo final de jugadores seleccionados.  Hizo su primera internacionalización con Tonga en la segunda jornada del Mundial contra Escocia como suplente.
El 28 de junio de 2024, jugó la final del Top 14, organizada excepcionalmente en el Stade Vélodrome de Marsella, contra el Stade Toulousain . El equipo de Burdeos no logró preocupar al equipo de Toulouse y perdió con un amplio marcador de 59 a 3.

## Selección nacional
Michael Cheika lo convocó a los Wallabies para disputar los test matches de mitad de año 2016 y debutó frente a La Rosa, siendo éste su único partido de la ventana. Su buen nivel le permitió ser convocado nuevamente para The Rugby Championship 2016, logró ser titular en todos los partidos y desde aquel torneo siempre fue seleccionado. En los test matches de fin de año 2018 Coleman fue titular en todos los enfrentamientos. Con Australia jugó un total de 38 partidos y marcó 20 puntos, incluyendo la Copa del Mundo de 2019 donde jugó 4 partidos.
El 27 de junio de 2024, debido a sus orígenes tonganos y llevar más de tres años sin ser convocado con Australia, Coleman debutó con Tonga en la Copa del Mundo de 2023, donde disputó 3 partidos.